# بید بروئر
بید بروئر (نام علمی: Salix breweri) نام یک گونه از سرده بید است.